# Gukhoe-daero
Gukhoe-daero (Tiếng Hàn: 국회대로, Hanja: 國會大路) là con đường có tám làn xe nối liền nút giao thông Sinwol của đường cao tốc Gyeongin và đầu phía bắc của cầu Seogang. Tại điểm bắt đầu của con đường này, Nút giao thông Sinwol, nó được kết nối trực tiếp với đường cao tốc Gyeongin và Đường vành đai phía Nam, và ở đầu phía bắc của cầu Seogang là điểm cuối, nó được kết nối trực tiếp với Seogang-ro và Gangbyeonbuk-ro.
Vì tuyến đường này là tuyến đường huyết mạch nối liền Đường cao tốc Gyeongin và Yeouido nên lưu lượng giao thông rất cao gây ra ùn tắc thường xuyên. Để giải quyết vấn đề này, Đường hầm Sinwol Yeoui mới đã được thông xe vào ngày 16 tháng 4 năm 2021.

## Lịch sử
Tuyến đường này được thành lập vào ngày 15 tháng 9 năm 1986.

## Đường hầm Sinwol Yeoui

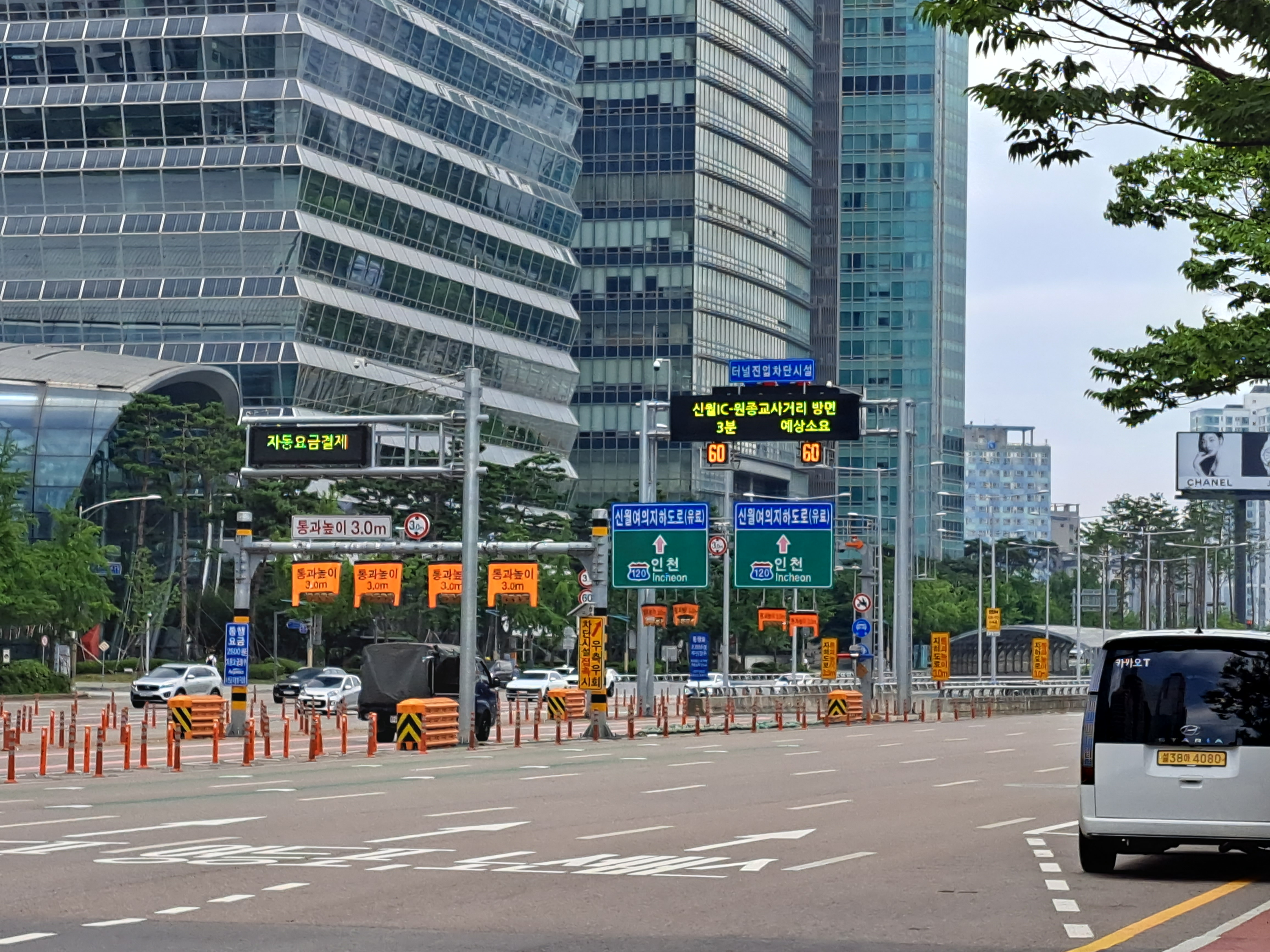
Lối vào đường hầm Sinwol Yeoui

Gukhoe-daero là tuyến đường thường xuyên xảy ra ùn tắc và để giải quyết tình trạng ùn tắc này, vào tháng 10 năm 2015, Chính quyền Thủ đô Seoul đã thành lập một tuyến đường ngầm dài 7,53 km, 4 làn xe nối liền Nút giao Sinwol ở Sinwol-dong, Yangcheon-gu đến Nút giao thông Yeouinaru ở Yeouido-dong, Yeongdeungpo-gu. Việc xây dựng Đường hầm Sinwol Yeoui được bắt đầu và khai trương vào ngày 15 tháng 4 năm 2021. Vì được xây dựng như một dự án tư nhân nên nó được vận hành và quản lý bởi Công ty TNHH Đường hầm Seoul. Với việc mở tuyến đường này, thời gian di chuyển trong giờ cao điểm từ Nút giao Shinwol đến Yeouido dự kiến sẽ được rút ngắn đáng kể từ 32 phút hiện tại xuống còn khoảng 8 phút, đồng thời cấu trúc đường không hợp lý ở Khu vực Thủ đô Seoul sẽ được cải thiện và tình trạng giao thông thường xuyên sẽ được cải thiện, ùn tắc sẽ được giải quyết, dự kiến là sẽ như vậy.
Do Đường hầm Sinwol Yeoui được xây dựng làm đường dành riêng cho các phương tiện nhỏ, phương tiện chở hàng có tổng trọng lượng trên 3,5 tấn, phương tiện có chiều cao vượt quá 3 m hoặc chiều rộng trên 2,5 m, máy xây dựng, phương tiện vận chuyển khí, dầu, chất nổ áp suất cao, ô tô siêu nhỏ không được phép đi trên đường này, hạn chế hoạt động trên đường hầm.

## Các điểm dừng chính
Seoul
- Yangcheon-gu Sinwol-dong - Gangseo-gu Hwagok-dong  - Yangcheon-gu (Sinwol-dong · Mok-dong) - Yeongdeungpo-gu (Yangpyeong-dong 3-ga · Dangsan-dong 3-ga · Dangsan-dong 4-ga · Yeongdeungpo-dong 8-ga · Yeongdeungpo-dong 7-ga · Yeouido-dong) - Mapo-gu (Sangsu-dong · Haja-dong · Sinjeong-dong)

## Lộ trình
- (■): Đoạn đường dành riêng cho ôto

| Tên                                                | Tuyến đường kết nối                                           | Vị trí                                       | Vị trí                                                                   | Ghi chú                                                                             |
| Kết nối trực tiếp với Đường cao tốc Gyeongin       | Kết nối trực tiếp với Đường cao tốc Gyeongin                  | Kết nối trực tiếp với Đường cao tốc Gyeongin | Kết nối trực tiếp với Đường cao tốc Gyeongin                             | Kết nối trực tiếp với Đường cao tốc Gyeongin                                        |
| -------------------------------------------------- | ------------------------------------------------------------- | -------------------------------------------- | ------------------------------------------------------------------------ | ----------------------------------------------------------------------------------- |
| Nút giao thông Sinwol                              | Đường cao tốc Gyeongin Nambusunhwan-ro Đường hầm Sinwol Yeoui | Seoul                                        | Yangcheon-gu                                                             | Đoạn Đường cao tốc Gyeongin cũ Điểm đầu                                             |
| Cầu đi bộ Sinwolchado                              | Woljeong-ro                                                   | Seoul                                        | Yangcheon-gu                                                             | Đoạn Đường cao tốc Gyeongin cũ Chỉ có thể vào hướng Yeouido Có thể vào hướng Sinwol |
| Cầu đi bộ Sinwolchado                              | Woljeong-ro                                                   | Seoul                                        | Bắc: Gangseo-gu Nam: Yangcheon-gu                                        | Đoạn Đường cao tốc Gyeongin cũ Chỉ có thể vào hướng Yeouido Có thể vào hướng Sinwol |
| Nút giao cầu vượt Hwagok (Hầm chu Hwagok)          | Gangseo-ro Jungang-ro                                         | Seoul                                        | Đoạn Đường cao tốc Gyeongin cũ                                           |                                                                                     |
| (Trạm xăng Yangjeong)                              | Sinjeongjungang-ro                                            | Seoul                                        | Đoạn Đường cao tốc Gyeongin cũ Chỉ có thể vào hướng Yeouido              |                                                                                     |
| Trạm thu phí Mokdong cũ                            |                                                               | Seoul                                        | Đoạn Đường cao tốc Gyeongin cũ Có thể vào hướng Sinwol                   |                                                                                     |
| Giao lộ trước bệnh viện Hongik (Hầm chui Gyeongin) | Deungchon-ro Mokdong-ro                                       | Seoul                                        | Đoạn Đường cao tốc Gyeongin cũ                                           |                                                                                     |
| Giao lộ trước bệnh viện Hongik (Hầm chui Gyeongin) | Deungchon-ro Mokdong-ro                                       | Seoul                                        | Đoạn Đường cao tốc Gyeongin cũ                                           | Yangcheon-gu                                                                        |
| Ngã tư trung tâm đào tạo thanh thiếu niên          | Mokdongseo-ro                                                 | Seoul                                        | Đoạn Đường cao tốc Gyeongin cũ Đoạn hầm chui Gyeongin Phần đường bị hỏng |                                                                                     |
| Giao lộ Bưu điện Yangcheon                         | Mokdongdong-ro                                                | Seoul                                        | Đoạn Đường cao tốc Gyeongin cũ Đoạn hầm chui Gyeongin Phần đường bị hỏng |                                                                                     |
| Đầu phía tây cầu Mokdong                           | Anyangcheon-ro                                                | Seoul                                        | Đoạn Đường cao tốc Gyeongin cũ                                           |                                                                                     |
| Cầu Mokdong                                        |                                                               | Seoul                                        | Đoạn Đường cao tốc Gyeongin cũ                                           |                                                                                     |
| Cầu Mokdong                                        | Yeongdeungpo-gu                                               | Seoul                                        | Đoạn Đường cao tốc Gyeongin cũ                                           |                                                                                     |
| Ngã tư cầu Mokdong                                 | Quốc lộ 1 (Seobuganseondoro)                                  | Seoul                                        | Đoạn Đường cao tốc Gyeongin cũ                                           |                                                                                     |
| Giao lộ lối vào đường cao tốc Gyeongin             | Seonyu-ro                                                     | Seoul                                        | Đoạn Đường cao tốc Gyeongin cũ Điểm đầu Đường cao tốc Gyeongin cũ        |                                                                                     |
| Giao lộ trước Văn phòng Yeongdeungpo-gu            | Dangsan-ro                                                    | Seoul                                        |                                                                          |                                                                                     |
| Giao lộ đồn cảnh sát Yeongdeungpo                  | Yeogsin-ro                                                    | Seoul                                        |                                                                          |                                                                                     |
| Giao lộ văn phòng điện thoại Yeongdeungpo          | Yeongjung-ro                                                  | Seoul                                        |                                                                          |                                                                                     |
| Giao lộ trước Văn phòng Giáo dục Nambu             | Beodeunaru-ro                                                 | Seoul                                        |                                                                          |                                                                                     |
| Giao lộ cầu Yeoui 2                                | Nodeul-ro                                                     | Seoul                                        |                                                                          |                                                                                     |
| Cầu Yeoui 2                                        |                                                               | Seoul                                        |                                                                          |                                                                                     |
| Giao lộ trước hội trường tòa nhà Quốc hội          | Yeouiseo-ro                                                   | Seoul                                        |                                                                          |                                                                                     |
| Giao lộ trước Tòa nhà Quốc hội (Ga Quốc hội)       | Uisadang-daero                                                | Seoul                                        |                                                                          |                                                                                     |
| Ngã tư phía Nam cầu Seogang                        | Yeouiseo-ro                                                   | Seoul                                        |                                                                          |                                                                                     |
| Cầu Seogang                                        |                                                               | Seoul                                        |                                                                          |                                                                                     |
| Mapo-gu                                            |                                                               | Seoul                                        |                                                                          |                                                                                     |
| Phía Bắc cầu Seogang                               | Tỉnh lộ 23 (Gangbyeonbuk-ro)                                  | Seoul                                        |                                                                          |                                                                                     |
| Kết nối trực tiếp với Seogang-ro                   |                                                               |                                              |                                                                          |                                                                                     |